# Actia pokharana
Actia pokharana är en tvåvingeart som beskrevs av Hiroshi Shima 1970. Actia pokharana ingår i släktet Actia och familjen parasitflugor.
Artens utbredningsområde är Nepal. Inga underarter finns listade i Catalogue of Life.